# ليفي وودبري
ليفي وودبري (بالإنجليزية: Levi Woodbury) (و. 1789 – 1851 م) هو سياسي، وقاض، ومحام من الولايات المتحدة. تولى منصب عضو مجلس الشيوخ الأمريكي، ووزير الخزانة الأمريكي .وهو عضو في الحزب الديمقراطي الأمريكي. وكان قاضيا مشاركا في المحكمة العليا للولايات المتحدة والحاكم التاسع لولاية نيوهامبشير، وعضو مجلس الوزراء في ثلاث إدارات رئاسية.
ولد وودبري في فرانسيستاون، ونال البكالوريوس في القانون من كلية دارتموث وبدأ عمله القانونية في بلدته في عام 1812. دخل وودبوري في مجلس شيوخ نيو هامبشاير، وعين في محكمة نيو هامبشاير العليا في عام 1817. شغل منصب حاكم نيو هامبشاير من 1823 إلى 1824 ومثل نيو هامبشاير في مجلس الشيوخ من 1825 إلى 1831، وأصبح تابعا للحزب الديمقراطي وزعيمه أندرو جاكسون. شغل منصب وزير البحرية في عهد الرئيس جاكسون، كما كان وزير الخزانة في رئاسة جاكسون وخلفه مارتن فان بيورين.
خدم وودبري لولاية أخرى في مجلس الشيوخ وهو يمثل نيو هامبشاير من 1841 إلى 1845، ثم قبل تعيين الرئيس جيمس بولك في المحكمة العليا. كان وودبوري أول قاض دخل كلية حقوق. تلقى وودبوري دعما كبيرا للترشح للرئاسة في المؤتمر الوطني الديمقراطي لعام 1848، وخاصة بين مندوبي نيو إنغلاند، ولكن الترشيح ذهب إلى لويس كاس. خدم وودبوري في المحكمة حتى وفاته في عام 1851.

## روابط خارجية
- ليفي وودبري على موقع الموسوعة البريطانية (الإنجليزية)
- ليفي وودبري على موقع إن إن دي بي (الإنجليزية)